# Salat blanc
El salat blanc o salgada vera (Atriplex halimus) és una espècie de planta de la família de les amarantàcies.

## Hàbitat

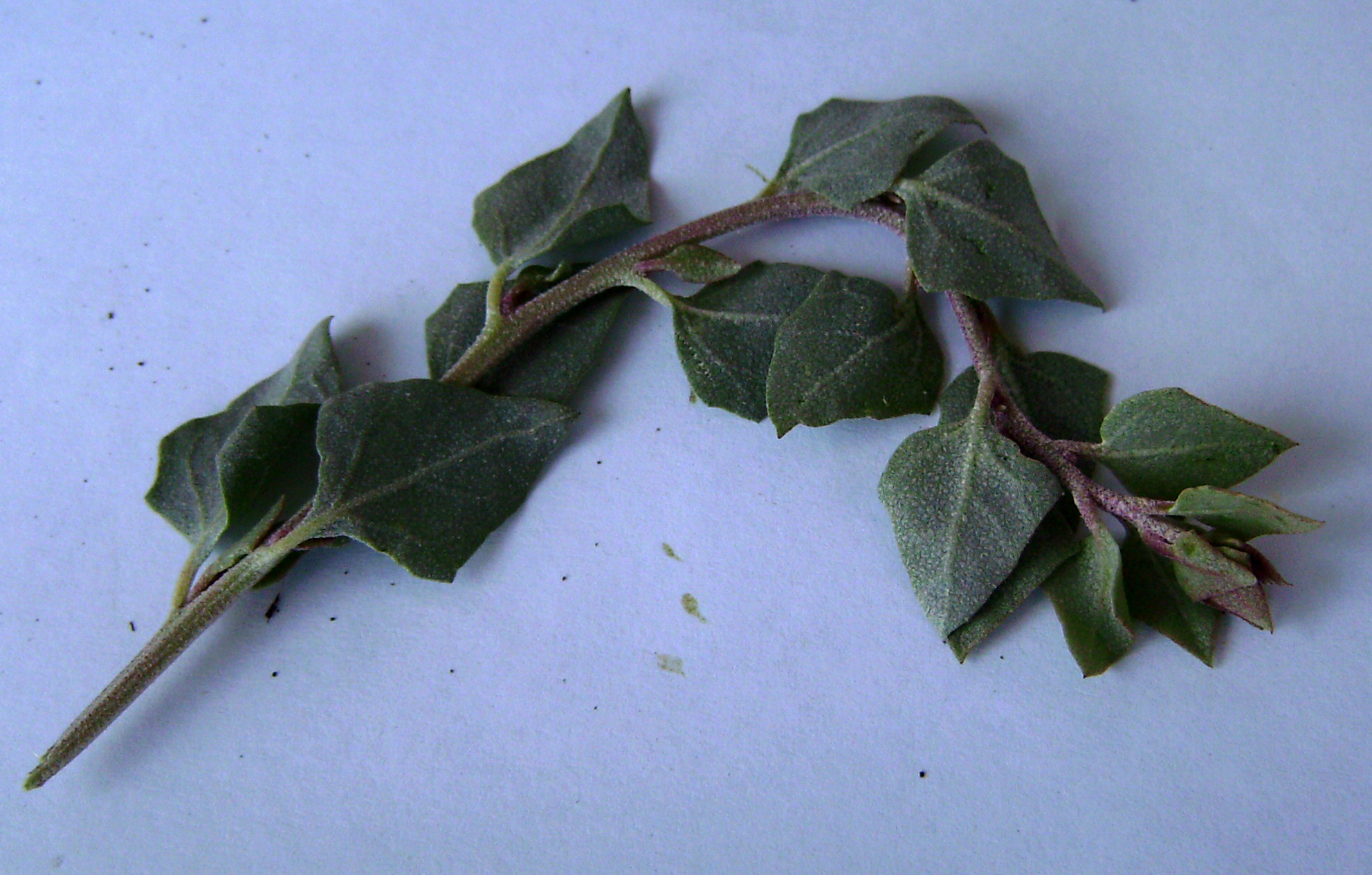
Brot de salat blanc provinent de Maials

El salat blanc creix en llocs salins (vegetació halòfita). Normalment creix entre els 0 i els 200 metres i més rarament entre els 200 i els 600.
A Catalunya és comuna i estesa en terrenys més o menys salats tant del litoral com de les comarques interiors, dins de màquies i espinars.

## Morfologia
És un arbust dret i ramificat, totalment blanquinós o gris argentat de fins a 2 metres d'alt. Les fulles estan disposades de forma alternada i són enteres, més o menys ovals i endurides. Les flors són, com en totes les amarantàcies, molt reduïdes i de color groguenc, s'agrupen en inflorescències fulloses. Els fruits són petits aquenis, amb una sola llavor i de color bru.

## Particularitats
Aquesta planta com d'altres de salines s'havia utilitzat per fer lleixiu domèstic abans del desenvolupament de la indústria química.
Al calendari revolucionari francès se li dedica el dia 19 del mes de floréal sota el nom francès d'Arroche.